# Équipe de Libye des moins de 17 ans de football
Maillots
L'équipe de Libye des moins de 17 ans est une sélection de joueurs de moins de 17 ans au début des deux années de compétition placée sous la responsabilité de la Fédération de Libye de football.

## Parcours en Coupe d'Afrique des nations des moins de 17 ans
- 1995 : Non inscrit
- 1997 : Non inscrit
- 1999 : Non qualifiée
- 2001 : Non qualifiée
- 2003 : Non qualifiée
- 2005 : Forfait
- 2007 : Non qualifiée
- 2009 : Non qualifiée
- 2011 : Non inscrit
- 2013 : Non qualifiée
- 2015 : Forfait
- 2017 : Non qualifiée
- 2019 : Non qualifiée
- 2023 : Non qualifiée

## Parcours en Coupe du monde des moins de 17 ans
| - 1985 : Non qualifiée - 1987 : Non qualifiée - 1989 : Non qualifiée - 1991 : Non qualifiée - 1993 : Non qualifiée - 1995 : Non qualifiée - 1997 : Non qualifiée - 1999 : Non qualifiée - 2001 : Non qualifiée - 2003 : Non qualifiée |  | - 2005 : Non qualifiée - 2007 : Non qualifiée - 2009 : Non qualifiée - 2011 : Non qualifiée - 2013 : Non qualifiée - 2015 : Non qualifiée - 2017 : Non qualifiée - 2019 : Non qualifiée - 2023 : Non qualifiée |